# Barbara Wrede
Barbara Wrede (* 1966 in Hankensbüttel, Niedersachsen) ist eine deutsche bildende Künstlerin und Autorin.

## Leben
Wrede studierte nach Abitur, anschließender Lehre und Arbeit als Tischlerin von 1988 bis 1994 Freie Kunst mit dem Schwerpunkt Malerei an der Kunsthochschule Kassel. Sie arbeitet mit den Medien Zeichnung, Malerei, Fotografie, Schrift und Text.
Seit 1992 werden ihre Werke in Einzel- und Gruppenausstellungen gezeigt. Ihre künstlerische Arbeit wird von zahlreichen Publikationen begleitet. Seit 1995 lebt sie in Berlin. Von 2000 bis 2021 zeichnete und schrieb sie für die Berliner Zeitung. Barbara Wrede ist die Schwester der Spieleautorin Anja Wrede.